# Greve da Baixa do Cassange
A greve da Baixa do Cassange, também chamada de revolta de Mariano e guerra de Maria, foi uma greve laboral considerada o primeiro movimento político que deflagraria a Guerra de Independência de Angola exatamente um mês depois e a Guerra Colonial Portuguesa ao longo dos três anos seguintes nas províncias ultramarinas portuguesas. A greve começou em 4 de janeiro de 1961 na região da Baixa do Cassange, no território da província de Malanje, na Angola Portuguesa. Nos dias seguintes, as autoridades portuguesas conseguiram suprimir a campanha grevista. Porém, a data de 4 de janeiro ficou na história angolana como o "Dia dos Mártires da Repressão Colonial", um feriado nacional em Angola.

## Acontecimentos

### Antecedentes
A 4 de janeiro de 1959, angolanos residentes em Quinxassa que já militavam pela Associação dos Bacongos para a Unificação, a Conservação e o Desenvolvimento da Língua Congo (Abako), pelo Partido da Solidariedade Africana (PSA) e pela União das Populações de Angola (UPA), participaram dos motins e distúrbios na cidade contra a repressão belga ao movimento independentista quinxassa-congolês. Particularmente, neste momento histórico, os militantes da UPA estavam unidos aos da Abako, de forma que é atribuído majoritariamente à esta os acontecimentos de Quinxassa. Durante os motins, lojas de comerciantes portugueses foram saqueadas por angolanos. As autoridades do Congo Belga deportaram os angolanos envolvidos de volta para Angola. A administração colonial portuguesa não deu importância às ideias independentistas que os recém-chegados poderiam ter, enviando-os para as lavouras de café e algodão do norte da colónia.

### Ameaça grevista: de outubro de 1960 a janeiro de 1961
A agitação grevista começou a ser organizada por dois camponeses angolanos que tinham participado dos motins de Quinxassa cerca de um ano antes: António Mariano, um líder sindical que também era profeta católico-quimbanguista, e; Quinguiri Bumba Culaxingo (irmão do soba Cambamba Culaxingo) também sindicalista e soba dos imbangalas.
A agitação pela greve iniciou-se em outubro de 1960. Inflamado pelas rádios quinxassa-congolesas, que diariamente atacavam o colonialismo português, António Mariano passou a conclamar os trabalhadores camponeses da província de Malanje à greve associada a um ideal nacionalista e de misticismo religioso católico-quimbanguista, ministrando a água de Maria, pregando e entoando cânticos à glória de Patrice Lumumba e Simon Kimbangu. Os camponeses recusaram receber sementes para plantarem em janeiro.

### Campanha grevista: de 4 de janeiro a 14 de fevereiro de 1961
A 4 de janeiro de 1961, trabalhadores agrícolas camponeses da Baixa do Cassange empregados pela Companhia Geral dos Algodões de Angola (COTONANG), empresa luso-belga proprietária de latifúndios de plantação de algodão, paralisaram suas atividades exigindo melhores condições de trabalho e de vida, contra o atraso no pagamento de salários e contra a cultura forçada de algodão. Durante o protesto, os trabalhadores angolanos queimaram os seus bilhetes de identidade e agrediram fisicamente os feitores portugueses nas instalações da empresa.
Em 12 de janeiro o movimento grevista da Baixa do Cassange já havia irradiado para a zona das vilas de Milando e Quivota, e em 25 de janeiro, um capataz da COTONANG foi assassinado, com o movimento grevista reclamando o não-pagamento de impostos ao Estado, o fim do trabalho compulsório e a expulsão dos feitores e patrões brancos e o plantio somente de culturas de alimento e subsistências, findando os latifúndios de café e algodão. A sublevação alastrou-se por toda a Baixa do Cassange após 25 de janeiro. Além de Mariano e Culaxingo, esta nova etapa da greve foi liderada pelo soba Teca-Dia-Quinda, por Rosário Neto — nesta altura vice-presidente da UPA — e pelo militante da UPA João César Correia (ou Correia Mecuiza Mecuenda).
Em 30 de janeiro o movimento grevista toma a cidade de Cunda-Dia-Baze, com ataques e insultos à população branca residente. Após o ocorrido, o governador de Malanje ordena a evacuação de todas as mulheres e crianças brancas da área.
Após 30 de janeiro a greve conseguiu a adesão dos trabalhadores da Diamang em Iongo e Xá-Muteba, na Lunda Norte, com o movimento de paralisação atingindo, em 3 de fevereiro, a região da vila de Cambo Suinginge, com piquetes, destruição de pontes e cortes nas comunicações, bem como incêndios provocados em estruturas da COTONANG em Quirima. Nesta data o movimento paralisa trabalhadores também nas localidades de Marimba, Massango, Tembo-Aluma, Cambundi Catembo, Capenda Camulemba, Xinge e Quela.
Após o dia 3 de fevereiro os focos mais fortes da greve concentraram-se em quatro pontos da província malanjina: Cambo Suinginge, Quirima, Milando e Calandula. Os grevistas obrigaram os portugueses a trabalhar na recuperação das estradas, reformar pontes e pontecos, além da destruição de todos os haveres dos comerciantes lusitanos. A greve foi mantida até o dia 14 de fevereiro.

### Desmobilização, dispersão e repressão: 25 de janeiro a 6 de março de 1961
Desde o dia 5 de janeiro os portugueses tentavam, sem sucesso, a intermediação dos sobas para por fim às greves. Os primeiros resultados de desmobilização somente vieram a partir de 25 de janeiro, quando o Exército e a Força Aérea conseguiram debelar alguns poucos focos, sem emprego de força, com o apoio dos sobas locais. As forças portuguesas se deslocaram com a finalidade de uma ação militar ampla na área.
A partir de 6 de fevereiro as autoridades portuguesas responderam com um ataque aéreo a vinte aldeias da região, com a ação militar se prolongando até 6 de março do mesmo ano. As aeronaves portuguesas utilizaram granadas e bombas de napalm, atacando os pontos grevistas e as populações em fuga.
A partir de 8 de fevereiro a marcha terrestre caçava os grevistas, matando, prendendo e castigando os trabalhadores insurgentes. Culaxingo foi morto pelas tropas portuguesas em março, e António Mariano foi preso e torturado, morrendo em maio numa prisão do Bié.
Um grande número de aldeões foi morto juntamente com os trabalhadores grevistas, com 17 aldeias totalmente destruídas pelos bombardeios. A liderança anticolonial luso-angolana estimou um total de 10 mil mortos, enquanto o historiador René Pélissier estimou um número de mortes de 7 mil camponeses e aldeões, não considerados os presos e mortos em prisão. Já o monsenhor Manuel Joaquim Mendes das Neves, uma das lideranças fundadoras do Movimento Popular de Libertação de Angola (MPLA) que estava em Luanda no período, relatou 524 angolanos fuzilados, 795 feridos e 879 prisões.

## Consequências
Coincidente com o período grevista em Malanje, a ala comunista do MPLA iniciou a luta armada contra a dominação colonial, tendo como marco os ataques de fevereiro daquele ano à Casa de Reclusão Militar, em Luanda, a Cadeia da 7ª Esquadra da polícia, a sede dos CTT e a Emissora Nacional de Angola, organizados operacionalmente por Adão Neves Bendinha e pelo monsenhor Manuel Joaquim Mendes das Neves. Este ataque marcou o início da luta armada de independência.
Em 15 de março, mais de dois meses depois do início da greve, a UPA, sob orientação de Holden Roberto, protagonizou uma uma série de ataques armados na região norte de Angola, particularmente nas províncias do Uíge, Zaire e Bengo. Agricultores e trabalhadores das plantações de café das etnias congo e ambunda lançaram uma revolta armada contra o domínio colonial, matando cerca de 1 000 angolanos brancos e mestiços em poucos dias, juntamente com um número desconhecido de nativos. Os manifestantes queimaram plantações, pontes, instalações governamentais e delegacias de polícia, e destruíram várias barcaças e balsas. Imagens de colonos estuprados e mutilados inflamaram o público português, e o Exército Português instituiu uma campanha de contra-insurgência que destruiu dezenas de aldeias e matou cerca de 20 000 pessoas antes que o levante fosse totalmente reprimido em outubro de 1961.